# Saint-Ovin
Saint-Ovin település Franciaországban, Manche megyében. Lakosainak száma 763 fő (2022. január 1.). Saint-Ovin La Godefroy, Le Grand-Celland, Marcilly, Le Mesnil-Ozenne, Le Petit-Celland, Saint-Loup, Saint-Quentin-sur-le-Homme, Saint-Senier-sous-Avranches és Tirepied-sur-Sée községekkel határos.

## Népesség
A település népessége az elmúlt években az alábbi módon változott:
| Lakosok száma | 507  | 760  | 633  | 723  | 772  | 768  | 768  | 767  | 767  | 763  |
|               | 1968 | 1982 | 1990 | 2006 | 2013 | 2015 | 2017 | 2019 | 2020 | 2022 |